# Néo Kostarázi
Néo Kostarázi, en grec moderne : Νέο Κωσταράζι, est un village du dème d'Argos Orestique, district régional de Kastoria, en Macédoine-Occidentale, Grèce.
Selon le recensement de 2011, la population du village s'élève à 742 habitants.